# Männlichen
 (décembre 2021).
Si vous disposez d'ouvrages ou d'articles de référence ou si vous connaissez des sites web de qualité traitant du thème abordé ici, merci de compléter l'article en donnant les références utiles à sa vérifiabilité et en les liant à la section « Notes et références ».
Le Männlichen est une montagne de 2 342 mètres d'altitude dans les Alpes suisses, située dans le canton de Berne.
On peut y accéder depuis Wengen par le téléphérique Wengen-Männlichen (en) ou, depuis décembre 2019, par la station Grindelwald Terminal en utilisant les télécabines Grindelwald-Männlichen (en). Il faut ensuite 15 minutes de marche pour atteindre le sommet.
C'est un point de vue populaire sur la vallée de Lauterbrunnen et un lieu de départ apprécié des randonneurs et des skieurs. En effet, le Männlichen offre une excellente vue sur la triade Eiger, Mönch et Jungfrau.
En hiver, 20 téléphériques et remontées mécaniques desservent le domaine skiable de Kleine Scheidegg-Männlichen, qui compte plus de 100 km de pistes. 
Le départ des pistes de ski et de randonnée du Männlichen, ainsi que les infrastructures de loisir, se trouvent à environ 2 230 m d'altitude, sur une arête plus plate, au sud du sommet. De là, le sommet à proprement dit de la montagne peut être atteint en 30 minutes environ par la « Royal Walk ».
Lors de son ouverture en 1978, la télécabine Grindelwald-Männlichen était la plus longue télécabine de montagne du monde.
Outre le téléphérique, le Männlichen est accessible à pied depuis Grindelwald par une route en quatre heures de marche environ, ou depuis Wengen en trois heures environ par un étroit sentier pédestre avec un dénivelé de plus de 950 mètres pour une distance de 1,8 kilomètre à vol d'oiseau.
Bien que le Männlichen soit plus bas que le Tschuggen (de) (2 521 m d'altitude) et le Lauberhorn (2 472 m d'altitude), le chaînon comprenant ces trois montagnes est nommée d'après le Männlichen. Männlichen signifie en langue allemande « masculin ».

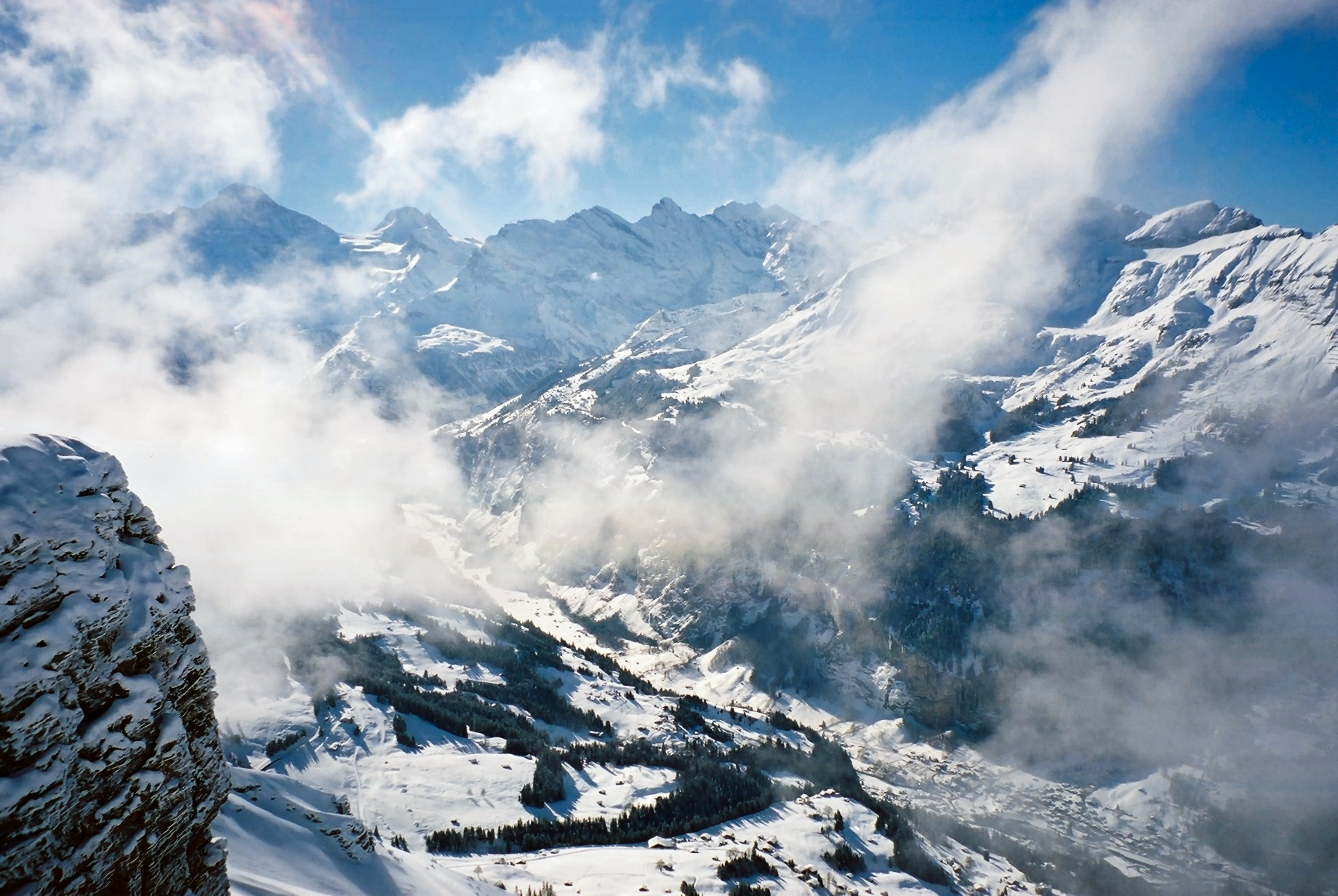
La vallée de Lauterbrunnen depuis le Männlichen.
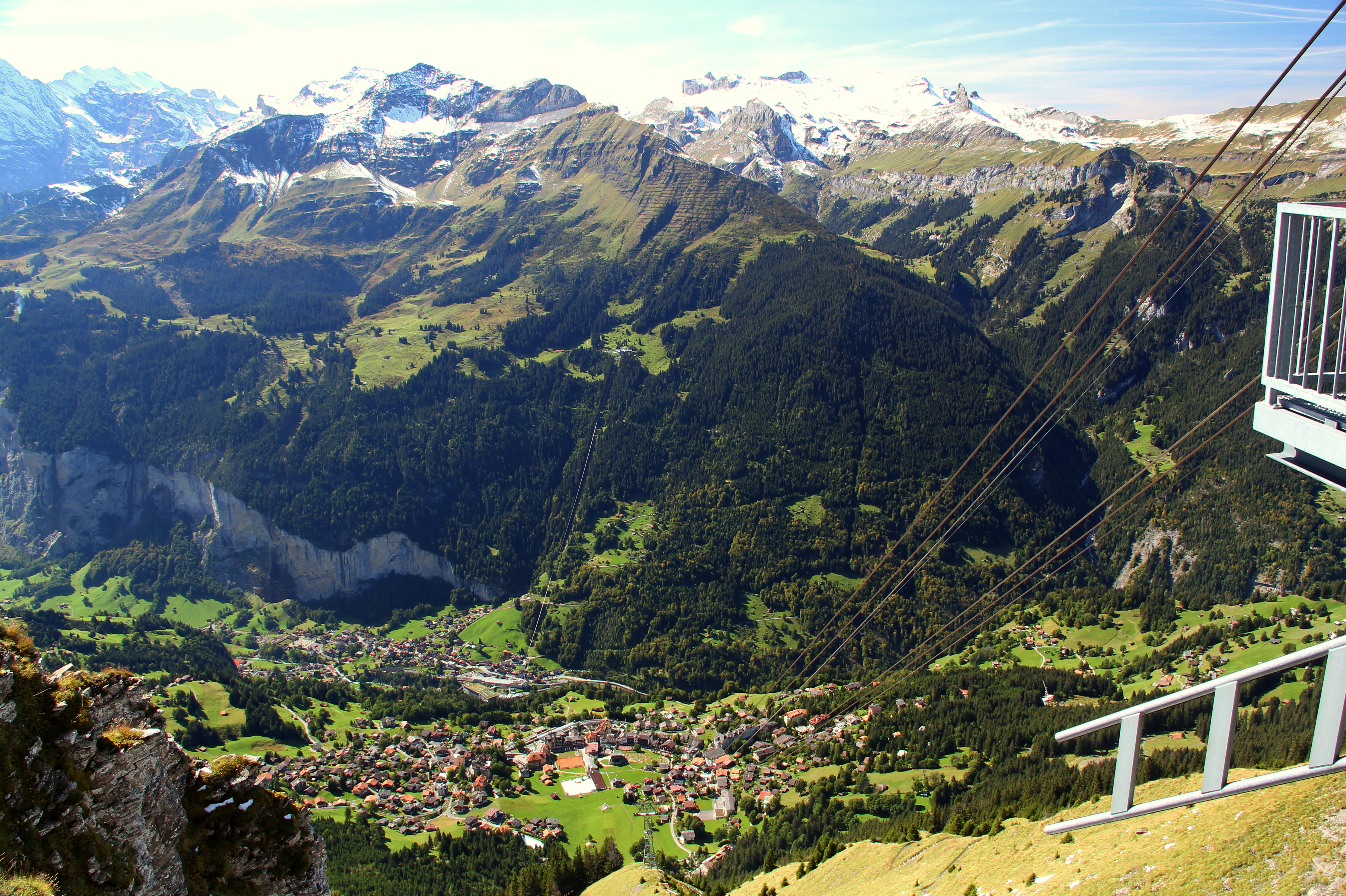
Le village de Wengen depuis la station du téléphérique du Männlichen.
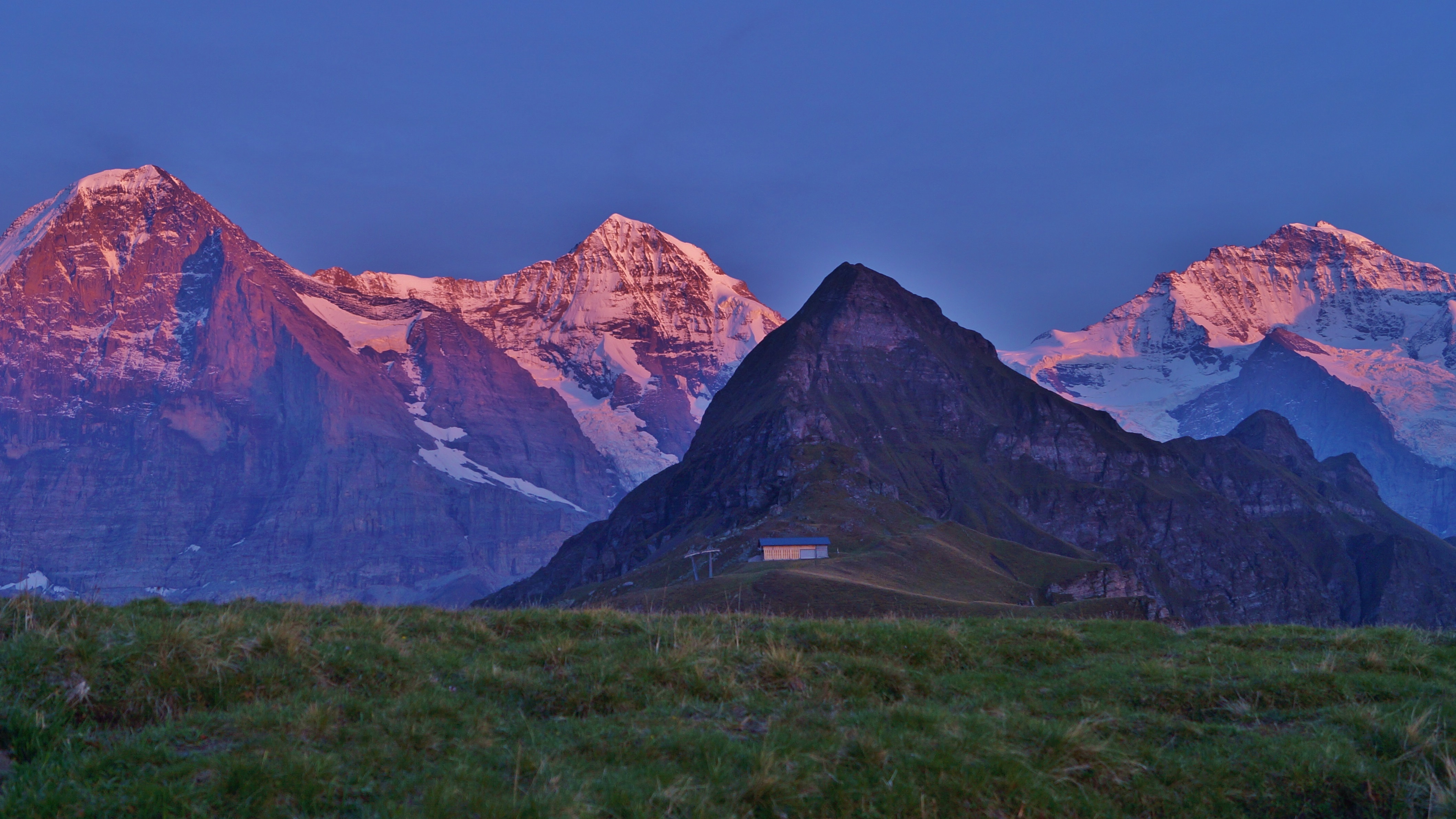
L'Eiger, la Jungfrau, le Mönch (en arrière-plan) ainsi que le Tschuggen depuis le Männlichen.
Panorama depuis le sommet du Männlichen.

## Annexe